# Mesoligia cinerascens
Mesoligia cinerascens är en fjärilsart som beskrevs av Barend J. Lempke 1965. Mesoligia cinerascens ingår i släktet Mesoligia och familjen nattflyn. Inga underarter finns listade i Catalogue of Life.